# Parameshvara
Vatasseri Parameshvara (Kerala, c. 1380 — 1460) foi um matemático, astrólogo e astrônomo indiano. Foi um dos fundadores da Escola Kerala de Astronomia e Matemática.
Foi um brâmane nambudiri (seu nome de família é Vatasseri) e aluno de Madhava de Sangamagrama. Sua família provém de Alathiyur na margem do Bharathapuzha próximo a Tirur (Distrito de Malappuram em Kerala). Seu filho Damodara foi também astrônomo e matemático. Foi professor de Nilakantha Somayaji.
São conhecidos no mínimo 25 manuscritos sobre astronomia de sua autoria. Dentre outros escreveu comentários sobre as obras de Bhaskara I e Aryabhata.

## Obras
As seguintes obras são bem conhecidas. Uma lista completa de todos os manuscritos atribuídos a Parameshvara está disponível em Pingree.
- Bhatadipika - Commentary on Āryabhaṭīya de Aryabhata
- Karmadipika - Commentary on Mahabhaskariya of Bhaskara I
- Paramesvari - Commentary on Laghubhaskariya of Bhaskara I
- Sidhantadipika - Commentary on Mahabhaskariyabhashya of Govindasvāmi
- Vivarana - Commentary on Surya Siddhanta and Lilavati
- Drgganita - Description of the Drk system (composed in 1431 CE)
- Goladipika - Spherical geometry and astronomy (composed in 1443 CE)
- Grahanamandana - Computation of eclipses (Its epoch is 15 July 1411 CE.)
- Grahanavyakhyadipika - On the rationale of the theory of eclipses
- Vakyakarana - Methods for the derivation of several astronomical tables